# ونو (دلفان)
ونو (جعفرآباد) یک روستا در ایران است که در دهستان کاکاوند شرقی شهرستان دلفان واقع شده‌است. ونو ۸۴ نفر جمعیت دارد.